# 廣幡基豐
廣幡基豐（1800年5月15日—1857年6月20日），是江戶時代後期的公卿；也是正親町源氏的廣幡家當主。

## 生涯
廣幡基豐在寬政十二年（1800年）出生，是父母廣幡經豐和今出川壽榮君（日野資矩女、今出川實種養女）的長子；同時作為近衛家近衛基前的猶子被授予偏諱「基」字。
享和二年（1802年）敘從五位下，歷任侍從、右近衛少將與右近衛中將，在文化十年（1813年）昇敘從三位，位列公卿。
其後他曾被任命為權中納言、踏歌節會外辯、大納言與踏歌節會內辯。弘化四年（1847年）擔任皇太后鷹司祺子的皇太后宮大夫。
安政四年（1857年）任內大臣並升敘從一位，同年逝世，享年57歲。